# 阿克赛钦湖
阿克赛钦湖或阿托哥湖 (安托溝爾湖, Amtogor) 位于中国新疆南部和田地区和田县境内，昆仑山南麓，为一内陆盐湖。面积约165.8平方千米，湖面海拔4848米，平均水深7.75米，最深处达12.6米。湖水主要依赖地表径流补给，仅有阿克赛钦河一条入湖河流。湖区属高原干旱气候，年均气温-8℃，年均降水量25～50毫米。